# Tây Sơn ngũ phụng thư
Tây Sơn ngũ phụng thư (chữ Hán: 西山五鳳雌) là danh hiệu của năm phụ nữ nổi bật của nhà Tây Sơn, gồm có:
- Bùi Thị Xuân (1752 - 1802), là vợ Thiếu phó Trần Quang Diệu.
- Bùi Thị Nhạn (? - 1802), là một trong số vợ của tướng Nguyễn Huệ (về sau là vua Quang Trung).
- Trần Thị Lan (? - 1802), là vợ của Đô đốc Nguyễn Văn Tuyết.
- Huỳnh Thị Cúc (? - 1802), không có chồng. Bà là nữ tướng dưới quyền của Bùi Thị Xuân.
- Nguyễn Thị Dung (? - 1802), là vợ của tướng Trương Đăng Đồ.